# San Miguel de Allende (San Miguel de Allende)
La città di San Miguel de Allende è situata nel Messico centrale, nello stato di Guanajuato, a un'altitudine di 1910 m sul livello medio del mare, e si trova a 274 km da Città del Messico e a 97 km dalla città di Guanajuato. È considerato un Monumento Nazionale del Messico e grazie a ciò, unito con un'intelligente gestione, San Miguel ha conservato la sua architettura con le sue strade lastricate in pietra, la sua tradizione e la sua cultura.
Nel 2002 San Miguel de Allende è stata inserita nella lista del programma Pueblos Mágicos, un gruppo di città che offrono una vista nostalgica e di singolare bellezza del Messico come si presentava nel passato. Nel 2008 l'UNESCO ha riconosciuto l'importanza di questo luogo nominandolo patrimonio dell'umanità, in coppia con il Santuario di Jesús Nazareno de Atotonilco. In seguito a questa nomina nello stesso anno il paese fu escluso dalle Città Magiche.

## Storia
La città fu fondata nel 1542 dal frate francescano Juan de San Miguel, che battezzò il primitivo villaggio con il nome di San Miguel el Grande. Era un punto cruciale della cosiddetta Ruta de la Plata tra Zacatecas e Città del Messico, parte dell'antico Camino Real de Tierra Adentro.
La città si distinse durante la guerra d'Indipendenza del Messico. Il generale Ignacio Allende, nativo di San Miguel, fu uno dei leader principali della prima fase della guerra contro il dominio spagnolo. Allende, catturato e decapitato nel 1811, è oggi considerato un eroe nazionale. La cittadina di San Miguel el Grande l'8 marzo 1826 venne elevata al rango di città, e cambiò il nome in San Miguel de Allende, in onore del grande generale.

## Società

### Evoluzione demografica
Abitanti censiti

## Amministrazione

### Gemellaggi
- Acquaviva delle Fonti